# San Cristoforo della Pace (île)
San Cristoforo della Pace était une île de Venise de la lagune comprise entre Venise et Murano qui, réunie à celle de San Michele par comblement du canal qui les séparait, constitue le cimetière de Venise. 

## Histoire
Les premières informations concernant l'île San Cristoforo della Pace remontent à 1332 quand le Maggior Consiglio  l'attribue par décret à un certain Bartolomeo Verde qui y bâtit un moulin à vent.
Plus tard, à l'emplacement du moulin prend place un hospice dédié aux saints Cristoforo et Onorio, accueillant en penitence les « femmes de mauvaise vie ».
En 1424, le doge Francesco Foscari cède l’ile au florentin Giovanni Brunacci, religieux de l’ordre de Santa Brigida.
En 1435 le frère Simone da Camerino, recteur des Agistiniani di Monte Ortone lui succède. Celui-ci fin diplomate, œuvre adroitement en faveur de la paix lors de divers conflits régionaux, ainsi à cette époque le couvent prend le nom de « San Cristoforo della Pace » . Simone meurt le 12 mars 1478 et est inhumé dans la nef de l’église du Santuario della apparizione Miracolosa della Vergine (Padoue). La communauté s’enrichit et l’église est agrandie et restaurée plusieurs fois mais en 1807, à la suite des suppressions napoléoniennes, les frères partent pour le couvent de San Stefano, à Venise.
En 1807 l’île, sur instruction de Napoléon Bonaparte, est transformée progressivement en cimetière, l’église et le couvent commencent à être démolis en 1810.
L'espace devenant insuffisant, en 1837, le canal qui séparait les deux îlots de San Michele et de San Cristoforo della Pace est comblé afin d'agrandir le cimetière qui depuis 1807 sur ordre de Napoléon Bonaparte était situé sur ce dernier. 
Napoléon confie le projet à l’architecte Gian Antonio Selva, auteur de la Fenice. Le projet comportait une chapelle et un portique, mais par manque de fonds, il se résume en un mur en demi-cercle et une chapelle octogonale.